# Force aérienne ukrainienne
La Force aérienne ukrainienne (en ukrainien : Повітряні Сили України, romanisé en Povitryani Syly Ukrayiny) est la branche aérienne des Forces armées de l'Ukraine.
L'état-major de la force aérienne ukrainienne se situe dans la ville de Vinnytsia. Lorsque l'Union soviétique fut dissoute en 1991, un grand nombre d'appareils ont été laissés sur le territoire ukrainien. Depuis, la Force aérienne ukrainienne a eu une réduction de ses effectifs et une modernisation de ses forces. Mais en dépit de ces efforts, le stock principal de la force aérienne se compose d'avions de fabrication soviétique. En 2014, 43 000 personnes et 247 avions sont en service dans l'armée de l'air ukrainienne et les forces de défense aérienne,.

## Historique

### Guerre civile de 1917-1921
Les Forces armées de l'Ukraine se réclament les héritières des unités ukrainiennes qui ont existé de novembre 1917 à novembre 1921. Pendant cette période, le territoire actuel de l'Ukraine était déchiré par la guerre civile russe dès décembre 1917, entre les « Rouges » de la république soviétique d'Ukraine (proclamée à Kharkov le 25 décembre 1917, renommée RSS d'Ukraine le 10 mars 1919), les « Blancs » de l'Armée des volontaires (puis à partir de 1919 les Forces Armées du Sud de la Russie), les Ukrainiens de la République populaire ukrainienne (proclamée le 20 novembre 1917 à Kiev) de Symon Petlioura, les Galiciens de la République populaire d'Ukraine occidentale (proclamée le 19 octobre 1918 à Lvov), les « Verts » des révoltes paysannes, les « Noirs » de l'Ukraine libertaire de Nestor Makhno (l'Armée révolutionnaire insurrectionnelle ukrainienne), sans parler des interventions des Austro-Hongrois, des Allemands, des Britanniques et des Français.

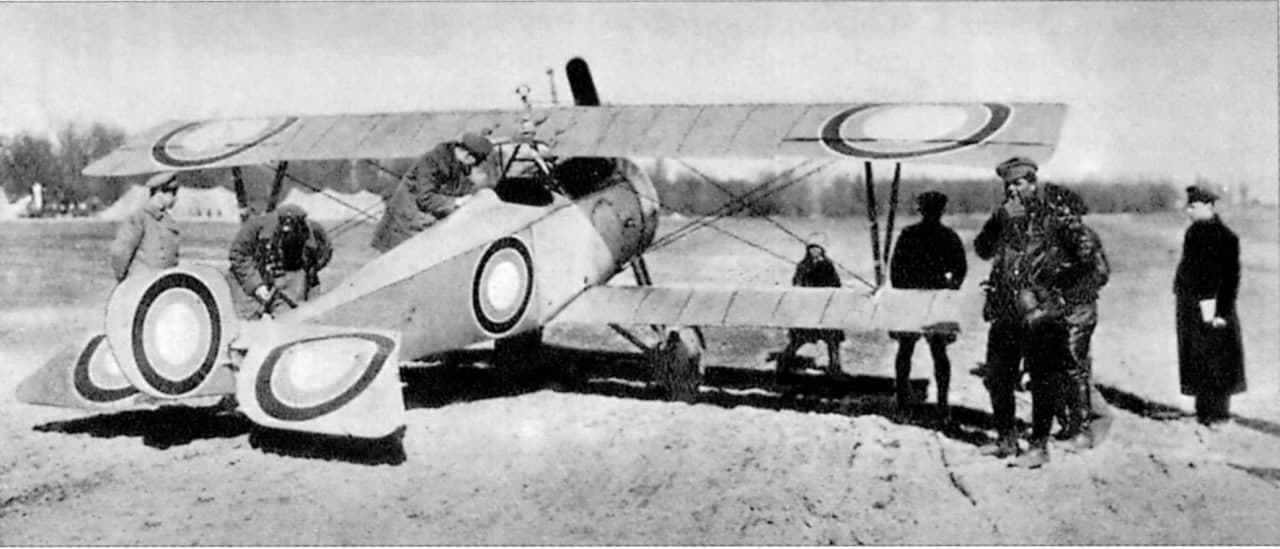
Un Nieuport 17 de l'aviation ukrainienne.

Deux petites forces aériennes, composées d'appareils de fabrication française (surtout des Nieuport 17 et des SPAD S.VII), allemande (des DFW de Leipzig) ou russe (des Anatra d'Odessa) pris aux ex-armées impériale russe et austro-hongroise, sont fondées au sein de l'Armée populaire ukrainienne de Symon Petlioura (la Повітряний флот УНР, avec notamment comme commandant Viktor Pavlenko), ainsi que dans l'Armée ukrainienne de Galicie (Petro Franko (uk)), les deux armées fusionnant par le traité d'Union du 22 janvier 1919. Ces avions combattent notamment durant la guerre polono-ukrainienne de novembre 1918 à juillet 1919, l'enjeu étant la Galicie et la Bucovine, finalement conquises par la Pologne. Les forces ukrainiennes sont détruites, changent de camp ou sont dissoutes en 1920 lors de la conquête finale de toute l'Ukraine par l'Armée rouge.

### Éclatement de l'URSS

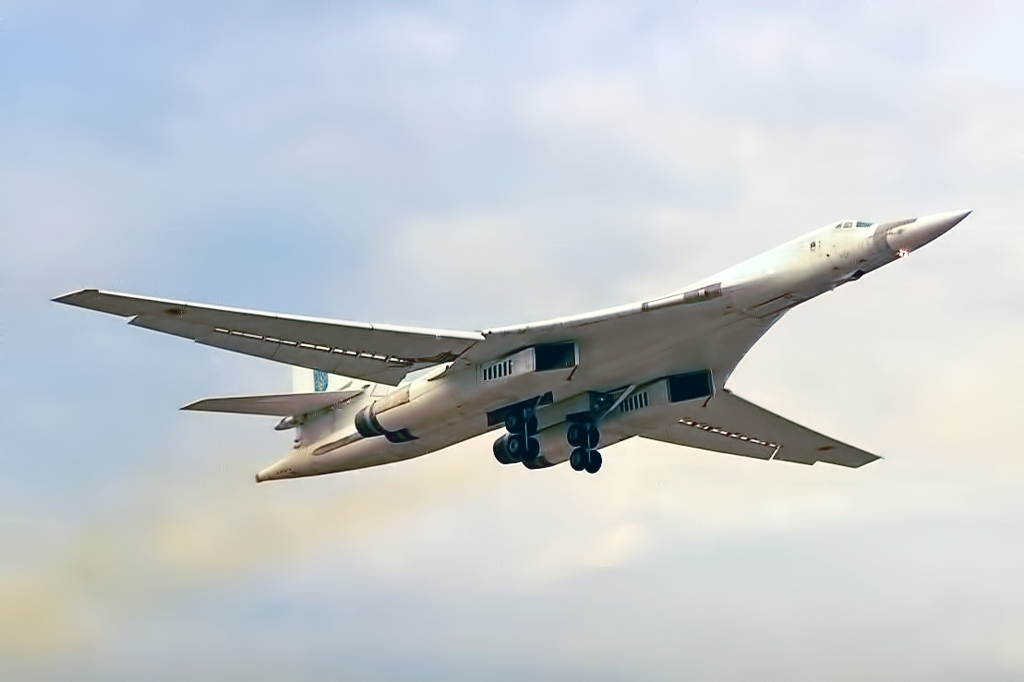
Bombardier stratégique Tupolev Tu-160 de la Force aérienne ukrainienne en vol en 1997.

La Force aérienne ukrainienne et les Forces de défense aérienne ukrainiennes furent créées le 17 mars 1992, conformément à une directive du chef de l'état-major des Forces armées. Le commandement de la 24e armée aérienne des Forces aériennes soviétiques à Vinnytsia servi d'état-major aux nouvelles forces aériennes ukrainiennes. Étaient également présents sur le sol ukrainien des unités de la 5e, 14e et 17e armées aériennes de l'ex-Union soviétique.
La nouvelle force aérienne a donc hérité de 19 Tupolev Tu-160 Blackjack de l'aviation à long rayon d'action, qui étaient basés sur les bases aérienne de Stryï et de Prylouky, mais ont ensuite été remis à la Russie ou dispersés, à l'exception d'un aéronef qui reste exposé au musée de la base aérienne de Poltava. Aussi, quelque 1 500 avions de combat se trouvaient basés sur le sol ukrainien, dont la Force ukrainienne a pris les plus récents, parmi lesquels soixante-sept Su-27 Flanker. L'Ukraine a également exploité 59 Tupolev Tu-22M, ainsi que 25 Tupolev Tu-95, pendant une période après l'effondrement de l'Union soviétique, mais ils ont tous été mis à la ferraille, à l'exception d'une poignée exposée dans des musées.

### Développement et réformes

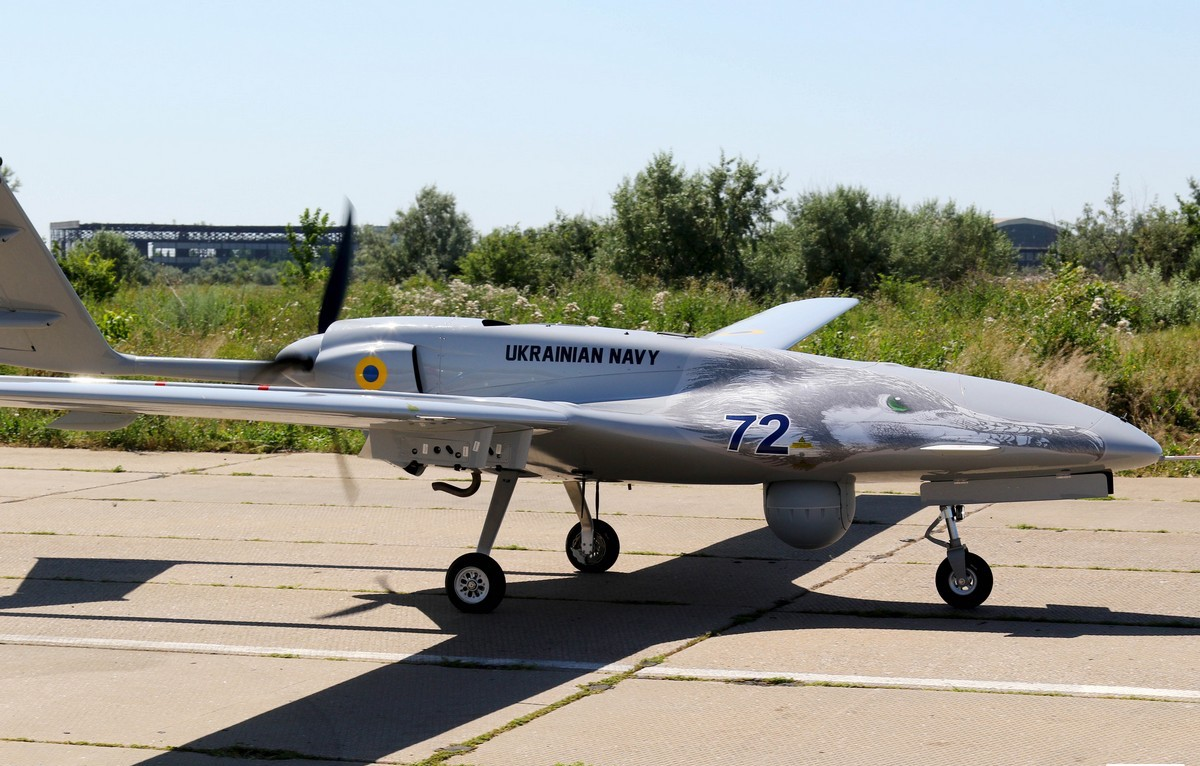
Drone d’attaque ukrainien.

En 2006, un grand nombre d'armes et les équipements vétustes ont été retirés du service par la force aérienne. Ceci offrit une occasion d'utiliser les fonds pour la modernisation de divers équipement de DCA des armes d'artillerie, de communication radio, de matériel d'entretien et de vol, ainsi qu'une amélioration de la formation du personnel de la Force aérienne.
Les systèmes automatisés de collecte, de traitement et de transmission de l'information radio ont été adoptés en tant que composante du Commandement automatisés et de contrôle pour l'aviation et de défense aérienne.
Les An-24 et An-26, ainsi que les systèmes mobiles multicanaux de missiles sol-air S-300 et "Buk M1", ont été modernisés, et leur durée de vie prolongée. Une base d'organisation et de moyens technologiques pour la modernisation des MiG-29, Su-24, Su-25, Su-27 et L-39 a été produite. Compte tenu du financement suffisant de la Verkhovna Rada Oukraïny, le complexe industriel de défense de l'Ukraine, en coopération avec des sociétés et des fabricants étrangères, est capable de renouveler entièrement l'arsenal des avions des forces armées ukrainiennes.
La réorganisation structurelle de la force aérienne avait fixé comme objectifs pour elle-même de réduire suffisamment le nombre total des niveaux de commandement et de contrôle, et d'accroître l'efficacité des processus de commandement et de contrôle. La réorganisation des éléments de commandement et de contrôle de l'armée de l'air est toujours en cours. La première étape de cette organisation était le passage des commandements aériens existants au Commandement et Contrôle (C2) et Centre d'Alerte des Systèmes.
Cela permettra non seulement d'éliminer les doubles emplois au niveau du commandement et du contrôle, mais elle contribuera aussi à une centralisation accrue du système de commandement et de contrôle, la multi-fonctionnalité des éléments de commandement et de contrôle, et l'efficacité de la réponse au changement de conditions d'air. 2006 a vu la définition des fonctions et des tâches, l'organisation et le travail de la C2 et du Centre d'Alerte des Systèmes ainsi que le mécanisme d'interaction avec la création du Centre des opérations aériennes et le Commandement Opérationnel Conjoint.

### Force aérienne à la fin des années 2000

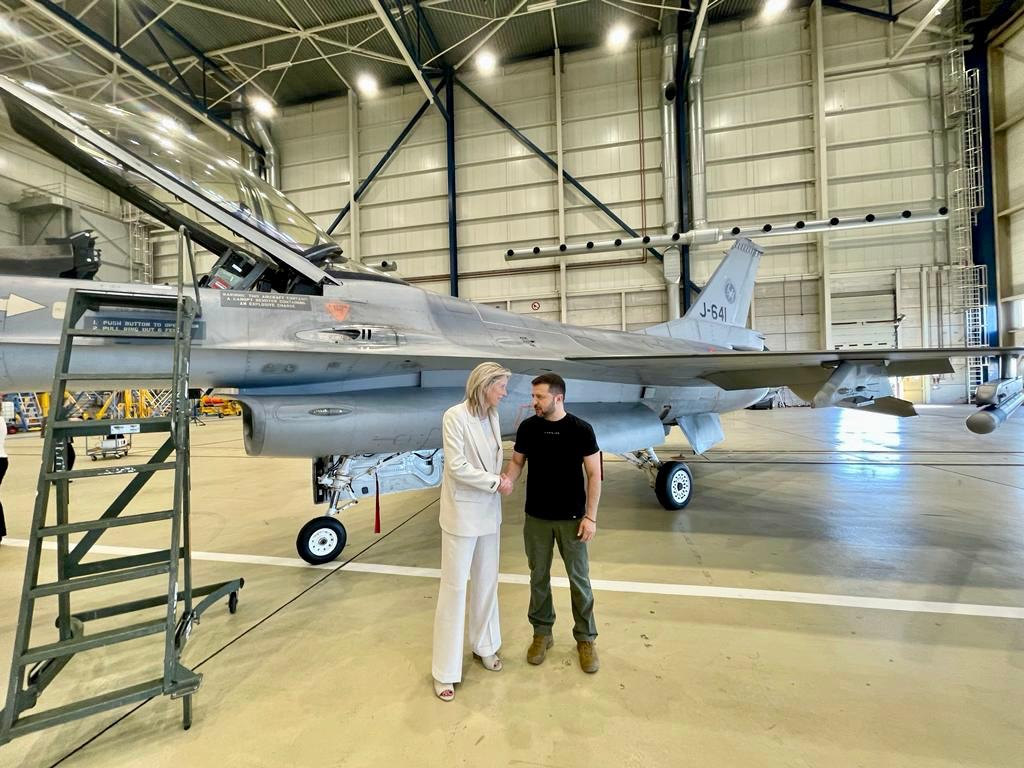
Zelensky avec un F-16 ukrainien.

Selon l'Institut international d'études stratégiques[Quand ?], l'Ukraine posséderait trois régiments de Soukhoï Su-24, 7 régiments de Mikoyan-Gourevitch MiG-29 et Soukhoï Su-27, deux régiments de Soukhoï Su-25 et deux régiments de 29 Su-24MR ainsi que trois régiments de transport, des escadrons d'hélicoptères et de soutien, un régiment de formation d'hélicoptères, et cinq régiments d'entraînement aérien avec 120 L-39 Albatros. Elles sont regroupées dans le 5e et 14e Corps d'aviation du 35e groupe d'aviation, qui a une formation multi-rôle de réaction rapide, et un commandement de formation aérienne. En août 2024, l’Ukraine reçoit 10 unités de F-16, qui est confirmé par le président ukrainien Zelensky. L’IISS évalue la taille de la force globale a 817 avions de tous types et composé de 49 100 personnes. Elle est organisée en : 
- commandement des forces aérienne :
  -  383e brigade séparé de drones
- Commandement aérien Centre, général Anatoliy Kryvonojko depuis 2015 ;
  - gestion Vassylkiv, oblast de Kiev
  -  31e régiment de soutien et de radio à Kiev
  -  138e brigade radiotechnique à Vassilkiv
  -  39e brigade d'aviation tactique
  -  40e brigade d'aviation tactique
  -  831e brigade d'aviation tactique
  -  96e brigade de missiles antiaériens
  -  156e brigade antiaérienne
  - 192e commandement de notification
  - 77e commandement de sécurité à Vassylkiv
  - 2204e bataillon de guerre électronique à Vassylkiv
  - 21e bureau de commandement (Kropyvnytskyï)
  - 110e bureau de commandement à Oumane, oblast de Tcehrkassy
  - 112e bureau de commandement à Ozerne
  - 215e bureau de commandement à Priatin, oblast de Poltava

- Commandement aérien Sud (uk) (major-général Dmytro Karpenko (uk))
  -  43e régiment séparé de communications et de contrôle (uk)
  -  14e brigade radiotechnique (uk) (colonel Serhiy Hrytsaienko (uk))
  -  299e brigade d'aviation tactique (colonel Oleksandr Iouriyovytch (uk)
  -  160e brigade de missiles antiaériens (colonel Viktor Polyvianyy (uk))
  -  201e brigade de missiles antiaériens (colonel Valentyn Petrouchenko)
  -  208e brigade de missiles antiaériens
- Commandement aérien Ouest (commandant Oleksï Martchenko):
  -  1re brigade radiotechnique à Lipniki (raïon de Lviv)
  -  11e régiment anti-aérien à Chepetivka
  -  76e régiment de communication à Lipniki
  -  223e régiment anti-aérien à Stryi
  -  540e régiment de missiles antiaériens, à Kamianka-Bouzka ;
  - 17e bataillon de guerre électronique à Kolomyia
  - 352e bataillon de génie aérien à Khmelnytskyï
  - 193e centre de commandement et de contrôle
  - 11e Bureau de protection et de service

- Commandement aérien Est (uk), Dnipro, (général de division Ivan Tereboukha (uk))
  -  164e brigade radiotechnique
  -  138e brigade de missiles antiaériens (colonel Vitaliy Palahouta)
  -  301e brigade de missiles anti-aériens (colonel Andriy Mohilatenko)
  -  302e régiment de missiles antiaériens, Kharkiv,
  - 85e Bureau du commandant de l'aviation (Kramatorsk, oblast de Donetsk)
  - 196e centre de commandement et de notification

## Aéronefs

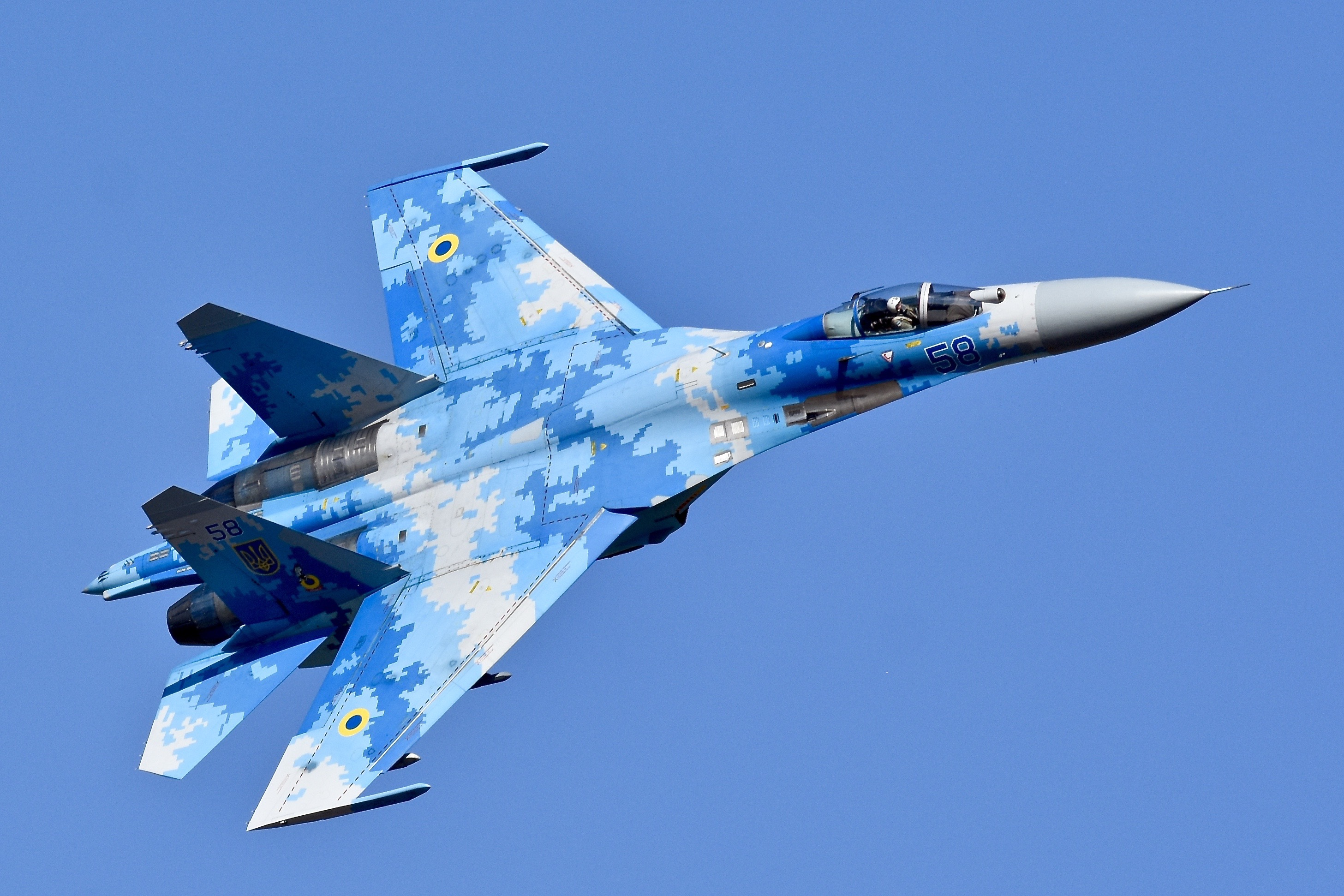
Force aérienne ukrainienne : un Su-27P1M au RIAT 2018.
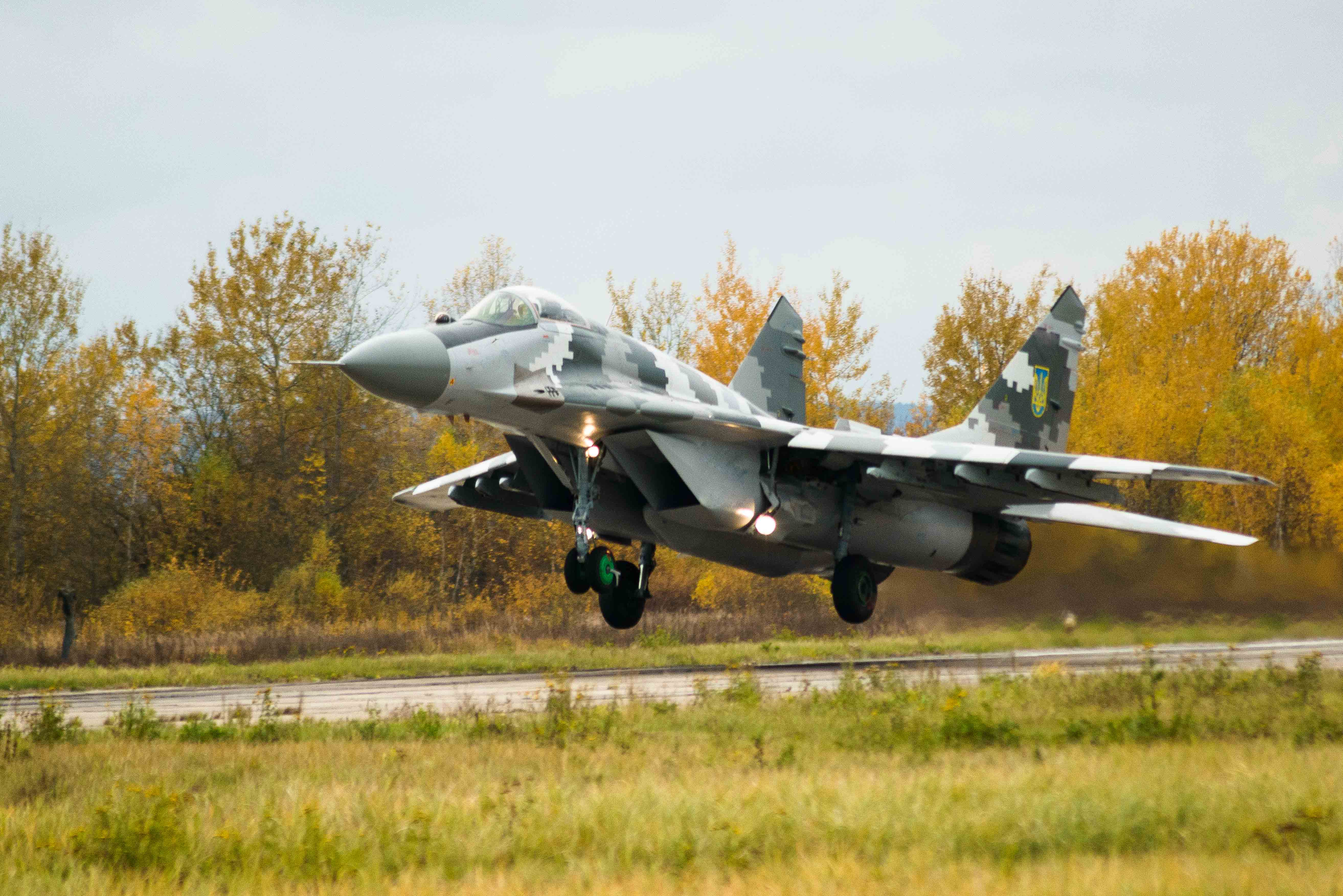
Mikoyan-Gourevitch MiG-29 ukrainien.
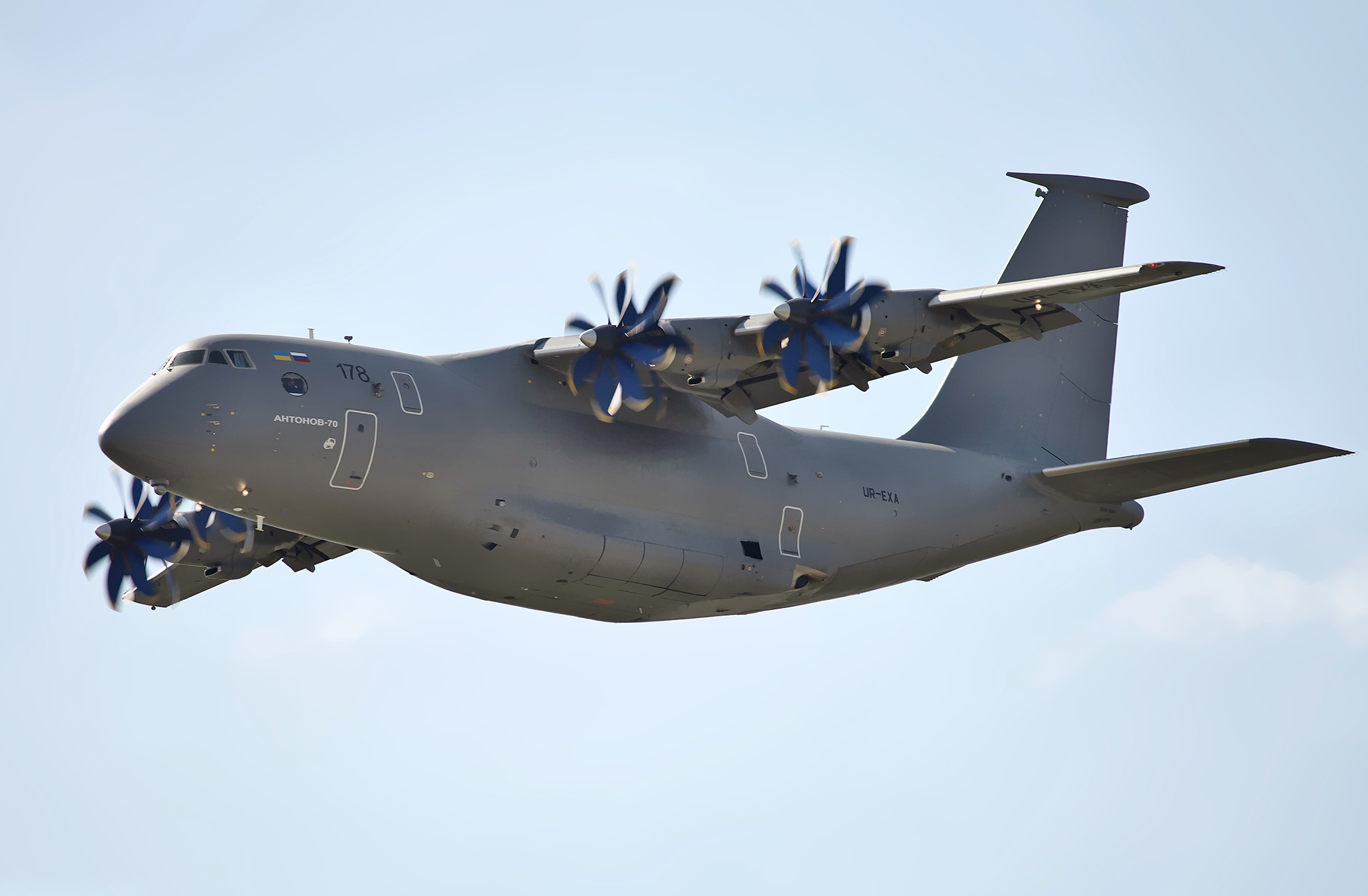
Antonov An-70.
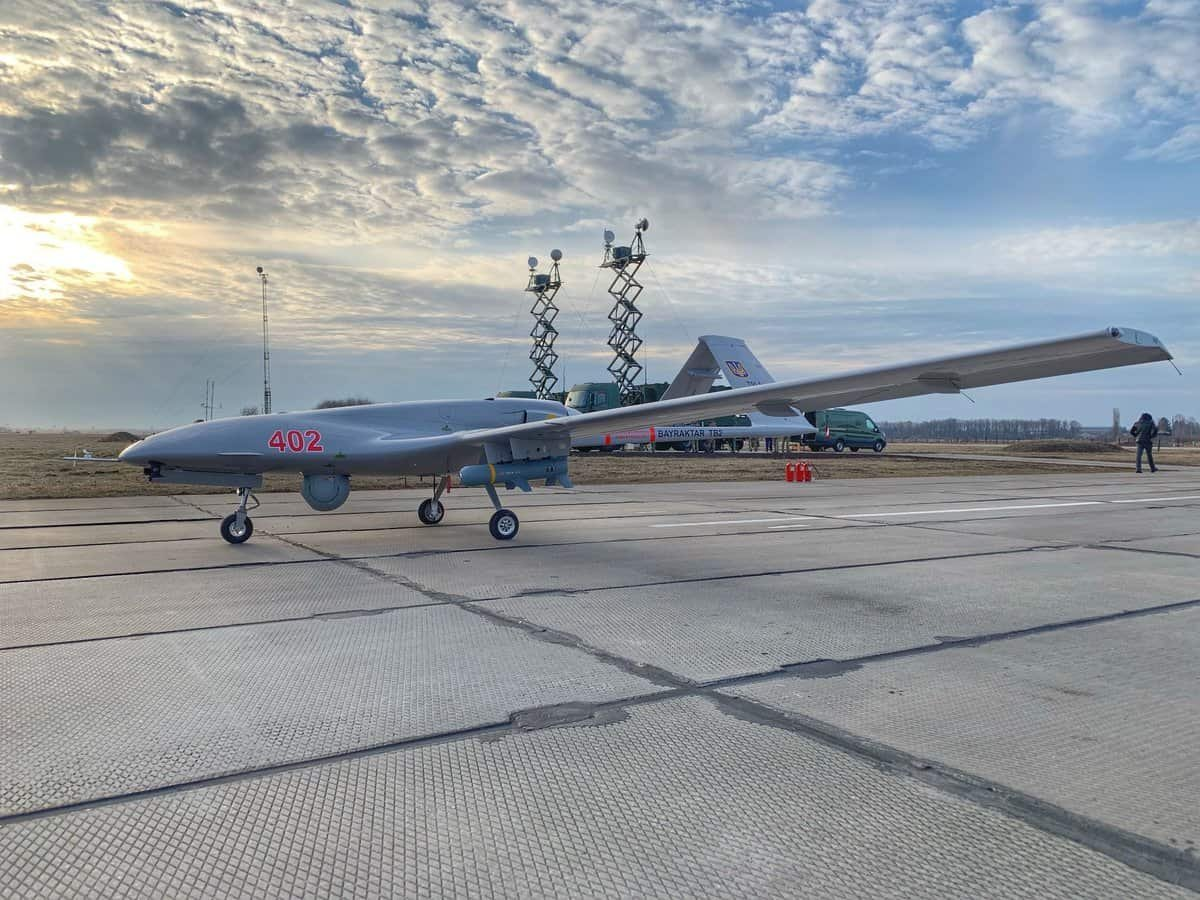
Drone de combat ukrainien (Bayraktar TB2).

Inventaire après l'invasion de l'Ukraine par la Russie et les dons d'avions de combats 
| Aéronefs                              | Origine          | Type                     | En service avant invasion | Versions                                   | Brigade | Brigade |
| Chasseurs                             | Chasseurs        | Chasseurs                | Chasseurs                 | Chasseurs                                  | Chasseurs | Chasseurs |
| ------------------------------------- | ---------------- | ------------------------ | ------------------------- | ------------------------------------------ | --- | --- |
| Mikoyan-Gourevitch MiG-29             | Union soviétique | Avion multirôle          | 47 + 27                   | MiG-29S MiG-29A MiG-29M MiG-29UB MiG-29MU1 | 40e brigade d'aviation tactique (Vassylkiv) 114e brigade d'aviation tactique (Ivano-Frankivsk) 204e brigade d'aviation tactique (Sébastopol-Belbek, puis Loutsk) | Au moins 41 perdus lors de l'invasion de 2022-202413 donnés par la Slovaquie et 14 de Pologne entre mars et mai 2023.                                                            |
| Soukhoï Su-27                         | Union soviétique | Avion de chasse          | 31                        | Su-27S Su-27C Su-27P Su-27UP               | 831e brigade d'aviation tactique (base aérienne de Myrhorod) Université nationale de la Force aérienne Ivan Kojedoub (Kharkiv) 39e brigade d'aviation tactique (base aérienne d'Jytomyr-Ozerne) | Au moins 14 perdus lors de l'invasion de 2022-2023 |
| General Dynamics F-16 Fighting Falcon | États-Unis       | Avion multirôle          | 0 + 95,                   | F-16A F-16B                                | | Au moins 3 perdu lors de l'invasion de 2022-2024, 30 donnés par la Belgique, 24 par les Pays-Bas, 22 par la Norvège, 19 par le Danemark                                          |
| Mirage 2000                           | France           | Avion de combat          | 0 + 6                     | 2000 5F                                    | | 6 donnés par la France. Annoncé arrivés en Ukraine en février 2025. 26 à terme.                                                                                                  |
| Total                                 |                  |                          | 205                       |                                            | | |
| Attaque au sol                        |                  |                          |                           |                                            | | |
| Soukhoï Su-25                         | Union soviétique | Attaque au sol           | 20 + 18                   | Su-25UB Su-25K Su-25UTG Su-25M1 Su-25UBM1  | 299e brigade d'aviation tactique (Nikolaïev-Koulbakino) | Au moins 23 perdus lors de l'invasion de 2022-2024. Entre mai et août 2022, 14 Su-25 ont été données par la Bulgarie, 4 par la Macédoine du nord.                                |
| Bombardiers                           |                  |                          |                           |                                            | | |
| Soukhoï Su-24                         | Union soviétique | Bombardier               | 14                        | Su-24M Su-24MK Su-24MR                     | 7e brigade d'aviation tactique (Starokostiantyniv) | Au moins 24 perdus lors de l'invasion de 2022-2024. |
| Avions-école                          |                  |                          |                           |                                            | | |
| Aero L-39 Albatros                    | Tchéquie         | Avion d'entraînement     | 44 + 1                    | L-39M1                                     | 40e brigade d'aviation tactique (Vassylkiv) 114e brigade d'aviation tactique (Ivano-Frankivsk) 204e brigade d'aviation tactique (Sébastopol-Belbek) 203e brigade école (Tchouhouïv) 299e brigade d'aviation tactique (Nikolaïev-Koulbakino) Université nationale de la Force aérienne Ivan Kojedoub (Kharkiv) | Au moins 17 perdus lors de l'invasion de 2022-2024 1 donné par la Lituanie. |
| Avion de reconnaissance               |                  |                          |                           |                                            | | |
| Saab 340 AEW&C                        | Suède            | Avion de reconnaissance  | 2                         | ASC 890                                    | | En cours de transfert. |
| Antonov An-30                         | Ukraine          | Avion de reconnaissance  | 3                         |                                            | | |
| Avions de transport                   |                  |                          |                           |                                            | | |
| Antonov An-26                         | Ukraine          | Avion de transport       | 22                        |                                            | 15e brigade d'aviation de transport (Kiev-Boryspil) 203e brigade école (Tchouhouïv) 456e brigade d'aviation de transport (Vinnytsia) | 5 perdus lors de l'invasion de 2022-2024 |
| Antonov An-24                         | Ukraine          | Avion de transport       | 13                        | An-22                                      | 15e brigade d'aviation de transport (Kiev-Boryspil) 456e brigade d'aviation de transport (Vinnytsia) | 1 perdu lors de l'invasion de 2022-2024 |
| Iliouchine Il-76                      | Union soviétique | Avion de transport       | 7                         |                                            | 25e brigade d'aviation de transport (Melitopol) | Au moins 3 perdus lors de l'invasion de 2022-2024 |
| Antonov An-70                         | Ukraine          | Avion de transport       | 1                         |                                            | | |
| Antonov An-72                         | Ukraine          | Avion de transport       | 1                         |                                            | | 1 perdu lors de l'invasion de 2022-2024 |
| Antonov An-74                         | Ukraine          | Avion de transport       | 1                         |                                            | | 2 perdu lors de l'invasion de 2022-2024 |
| Hélicoptères                          |                  |                          |                           |                                            | | |
| Mil Mi-8                              | Union soviétique | Hélicoptère de transport | 48 + 36                   | Mi-8MSB-V, Mi-8MTV                         | 15e brigade d'aviation de transport (Kiev-Boryspil), 456e brigade d'aviation de transport (Vinnytsia), 203e brigade école (Tchouhouïv), 11e (Kherson-Hornobaivka), 12e (Kalyniv), 16e (Brody) et 18e brigades (Poltava) d'aviation de l'armée                                                                 | Au moins 41 perdus lors de l'invasion de 2022-2024, 20 donnés par les États-Unis en avril 2022, 14 donnés par la Croatie en mai 2023, 2 donnés par la Lituanie en août 2023.     |
| Mil Mi-24                             | Union soviétique | Hélicoptère d'attaque    | 35 + 29                   |                                            | 11e brigade (Kherson-Hornobaivka), 12e brigade (Kalyniv), 16e brigade (Brody) et 18e brigade (Poltava) d'aviation de l'armée | Au moins 14 perdus lors de l'invasion de 2022-2024 4 donnés par la Tchéquie en mai 2022, 12 donnés par la Macédoine du Nord en mars 2023, 13 donnés par la Pologne en juin 2023. |
| Airbus Super-Puma                     | France           | Hélicoptère de transport | 21                        |                                            | | Au moins 1 perdu lors de l'invasion de 2022-2024 |
| Mil Mi-2                              | Union soviétique | Hélicoptère de transport | 17 + 3                    |                                            | | Au moins 6 perdus lors de l'invasion de 2022-2024 1 donné par la Slovaquie en juin 2022, 2 donnés par la Lettonie en août 2022                                                   |
| Mil-Mi-17                             | Union soviétique | Hélicoptère de transport | 11 + 8                    |                                            | | Au moins 2 perdus lors de l'invasion de 2022-2024 4 donnés par la Slovaquie en juin 2022, 4 donnés par la Lettonie en août 2022                                                  |
| Mil Mi-26                             | Union soviétique | Hélicoptère de transport | 11                        |                                            | 12e brigade d'aviation de l'armée (Kalyniv) | |
| Sikorsky S61                          | Royaume-Uni      | Hélicoptère de transport | 9                         |                                            | | 3 donnés par le Royaume-Uni en janvier 2023, 6 donnés par l'Allemagne en février 2024.                                                                                           |
| Drones                                |                  |                          |                           |                                            | | |
| Bayraktar TB2                         | Turquie          | UAV                      | 50                        |                                            | | Au moins 28 perdus lors de l'invasion de 2022-2024. 50 ont été livrés entre 2019 et 2022.                                                                                        |

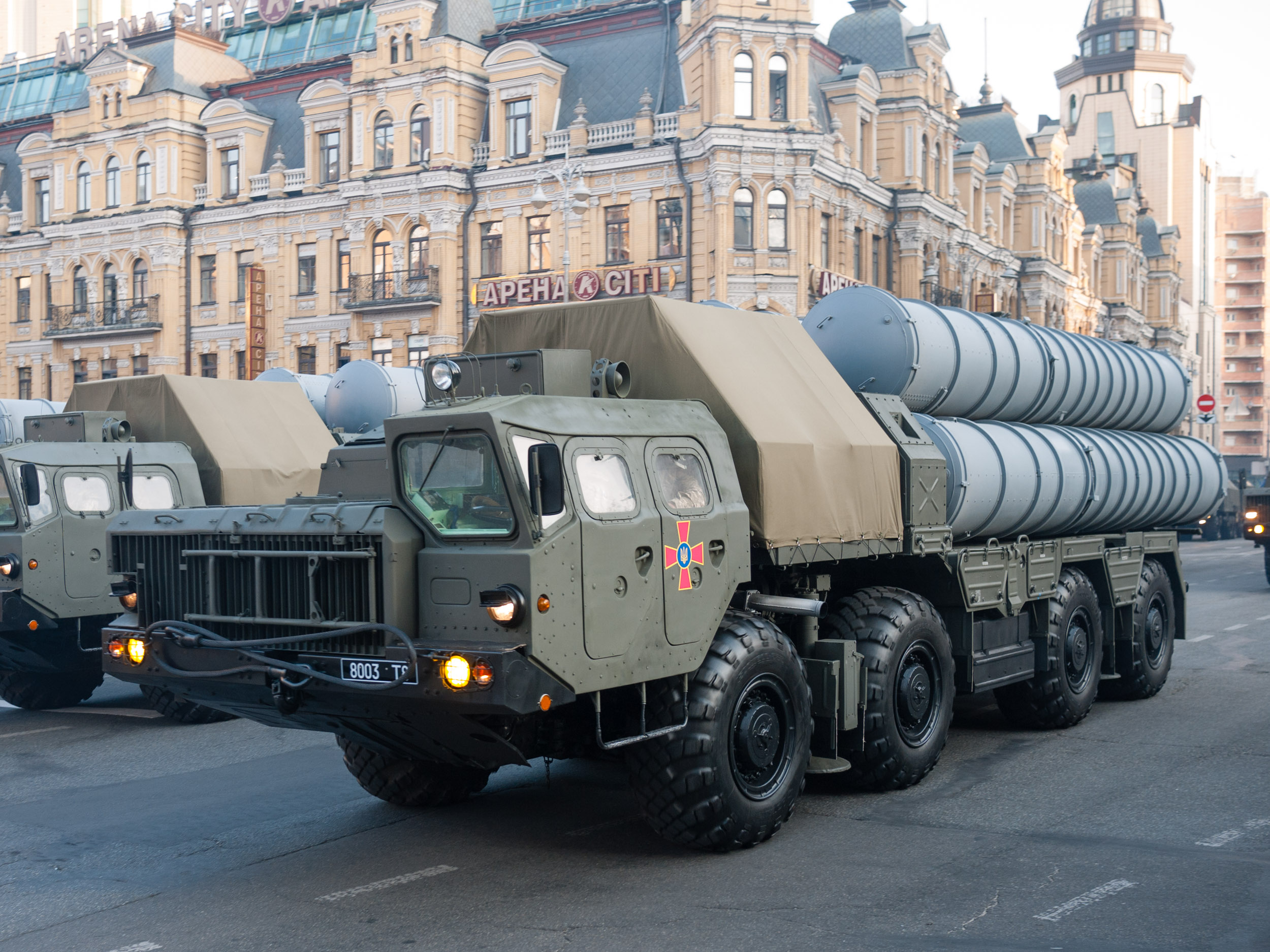
S-300PS SAM système de défense anti-aérien.

| RQ-11 Raven                           | États-Unis       | UAV                      | N/C                       |                                            | | |
| Bird-Eye 400                          | Israël           | UAV                      | 2                         |                                            | | |

### Défense anti-aérienne
| Nom                  | Origine              | Type                           | En service           | Notes                                |                      |
| Missiles antiaériens | Missiles antiaériens | Missiles antiaériens           | Missiles antiaériens | Missiles antiaériens                 | Missiles antiaériens |
| -------------------- | -------------------- | ------------------------------ | -------------------- | ------------------------------------ | -------------------- |
| S-300PT et S-300PS   | Union soviétique     | système SAM mobile             | 250,                 | 68 perdus lors de l'invasion de 2022 |                      |
| 9K33 Osa - 9K35      | Union soviétique     | système SAM mobile             | 100                  | 46 perdus lors de l'invasion de 2022 |                      |
| 2K12 Koub            | Union soviétique     | système SAM mobile             | 89                   |                                      |                      |
| 9K37 Bouk-M1-2       | Union soviétique     | système SAM mobile             | 72                   | 19 perdus lors de l'invasion de 2022 |                      |
| S-125 Neva/Pechora   | Union soviétique     | système SAM mobile             | 8                    |                                      |                      |
| Flakpanzer Gepard    | Allemagne            | véhicule antiaérien            | 3.                   |                                      |                      |
| MIM-104 Patriot      | États-Unis           | batterie de missiles sol-air   | 3 (?),.              |                                      |                      |
| Crotale (missile)    | France               | système Missile sol-air mobile | 2,.                  |                                      |                      |
| NASAMS               | Norvège              | batterie de missiles sol-air   | inconnu.             | 1 perdu lors de l'invasion de 2022   |                      |
| Aspide               | Italie               | batterie de missiles sol-air   | inconnu.             |                                      |                      |

### Drone de combat
| Nom             | Origine          | Type                   | En service      | Notes                                |                 |
| Drone de combat | Drone de combat  | Drone de combat        | Drone de combat | Drone de combat                      | Drone de combat |
| --------------- | ---------------- | ---------------------- | --------------- | ------------------------------------ | --------------- |
| TB2             |                  |                        |                 |                                      |                 |
| A1-SM Furia     | Ukraine          | Drone de combat        | 78+             | 78 perdus lors de l'invasion de 2022 |                 |
| Tupolev Tu-143  | Union soviétique | Drone de combat        | 66              |                                      |                 |
| Leleka-100      | Ukraine          | Drone de reconnaisance | 55+             | 55 perdus lors de l'invasion de 2022 |                 |
| Tupolev Tu-141  | Union soviétique | Drone de combat        | 50              |                                      |                 |
| Spectator MP-1  | Ukraine          | Drone de combat        | 33              | 6 perdus lors de l'invasion de 2022  |                 |

## Armement
| Nom                          | Origine            | Types                | Opérateur                  | Notes |
| ---------------------------- | ------------------ | -------------------- | -------------------------- | --- |
| Missile longue portée        |                    |                      |                            | |
| Storm Shadow SCALP-EG        | Royaume-Uni France | Missile de croisière | Soukhoï Su-24              | Donné d'abord par le Royaume-Uni en mai 2023, la France en a donné en juillet 2023 |
| Missile air-air              |                    |                      |                            | |
| R-73                         | Union soviétique   | Courte Portée        | Su27, MiG-29               | Hérités des stoks des Forces aériennes soviétiques. La Pologne annonce un don de 100 R-73 en février 2022. |
| R-60                         | Union soviétique   | Courte Portée        | Su27, MiG-29               | Hérités des stocks des Forces aériennes soviétiques. |
| R-27                         | Union soviétique   | Courte Portée        | Su27, MiG-29               | Hérités des stocks des Forces aériennes soviétiques. |
| AIM-9 Sidewinder             | États-Unis         | Courte Portée        | pas encore opérationnel    | Donné par le Canada et les États-Unis |
| AIM-7 Sparrow                | États-Unis         | Moyenne Portée       | pas encore opérationnel    | Le Canada en a donné 287 |
| AIM-120 AMRAAM               | États-Unis         | Moyenne Portée       | pas encore opérationnel    | en octobre 2022 le Royaume-Uni annonce la livraison d'AIM-120 |
| Missile air-sol              |                    |                      |                            | |
| Kh-25                        | Union soviétique   | Missile télécommandé | Soukhoï Su-24              | Hérités des stocks des Forces aériennes soviétiques. |
| AGM-88 HARM                  | États-Unis         | Missile anti-radar   | Su27, MiG-29               | Donnés par les États-Unis en août 2022 D'abord opérés sur MiG-29, en septembre 2022 des Su-27 sont vus avec les AGM 88 |
| Leurre                       |                    |                      |                            | |
| ADM-160 MALD                 | États-Unis         | Missile leurre       | ?                          | Ce missile a été utilisé vers Louhansk en mai 2023 |
| Bombe guidée                 |                    |                      |                            | |
| MAM-L et MAM-C               | Turquie            | Bombe légère gidée   | Bayraktar TB2              | Utilisé depuis octobre 2021. En mars 2022 la société Baykar annonce une livraison supplémentaire de bombes |
| Joint Direct Attack Munition | États-Unis         | Bombe lourde guidée  | MiG-29, MiG-29             | Début 2023 les États-Unis annoncent la livraison de JIDAM-ER avec une portée de 70 km et pesant 226 kg opérationnel fin avril 2023 avec une utilisation confirmée lors de la bataille de Bakhmout.                               |
| Armement air-sol modulaire   | France             | Bombe Légère Guidée  | MiG-29, Mirage 2000, Su-25 | La France s'est engagée à fournir à l’Ukraine une cinquantaine de bombes A2SM par mois en 2024 pour un total de 1200 bombes. Première utilisation prouvée le 5 mars 2024 Le 27 mars, un Mig 29 ukrainien est vu avec deux bombes |
| Bombe non guidée             |                    |                      |                            | |
| OFAB-100-120                 | Union soviétique   | Bombe non guidée     | MiG-29, MiG-29 Su-25       | Hérités des stocks des Forces aériennes soviétiques. 42 kg d'explosifs En août 2022 la Macédoine du Nord livre un nombre inconnu de FAB 100                                                                                      |
| FAB 250                      | Union soviétique   | Bombe non guidée     | MiG-29, MiG-29 Su-25       | Hérités des stocks des Forces aériennes soviétiques. 100 kg d'explosifs En août 2022 la Macédoine du Nord livre un nombre inconnu de FAB 250                                                                                     |
| Roquette non guidée          |                    |                      |                            | |
| Zuni                         | États-Unis         | Roquette de 36 kg    | Su-25                      | 4000 Zuni livrée à l'Ukraine par les États-Unis. opérationnels en mai 2023, elles sont données pour pallier le manque de roquettes d'origine soviétique                                                                          |
| S-8                          | Union soviétique   | Roquette de 11,5 kg  | Su-25, Mi-8,Mi-17,MI-24    | Hérités des stoks des Forces aériennes soviétiques. En août 2022 la Macédoine du Nord livre quelques S-8 |
| S-13                         | Union soviétique   | Roquette de 57 kg    | Su-25, Mi-8,Mi-17,MI-24    | Hérités des stocks des Forces aériennes soviétiques. Quelques roquettes livrées par la Macédoine du Nord. |
| S-24                         | Union soviétique   | Roquette de 123 kg   | Su-25,MI-24                | Hérités des stocks des Forces aériennes soviétiques. |
| S-25                         | Union soviétique   | Roquette de 370 kg   | Su-25, Su-27               | Hérités des stocks des Forces aériennes soviétiques. |
| Hydra-70                     | États-Unis         | Roquettes de 6 kg    | MI-24                      | En août 2023 ces roquettes étaient opérationnelles sur des MI-24 fournies par la République tchèque |

## Commandant de la Force aérienne

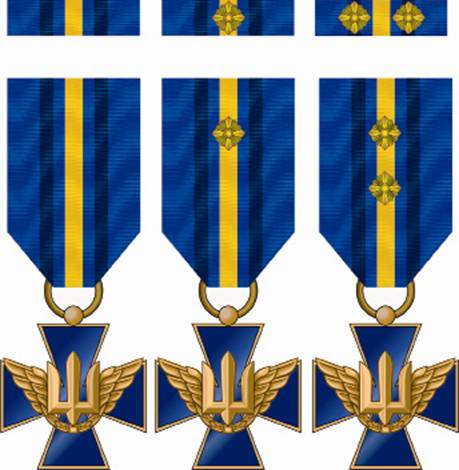
Croix de l'Armée de l'Air décernée par le Ministère de la Défense depuis 2022.

Le président de l'Ukraine est « commandant en chef suprême des forces armées ukrainiennes » (Верховним Головнокомандувачем Збройних Сил України) ; sous ses ordres, il a le ministre de la Défense comme commandant en chef jusqu'à 2020 (si ce dernier est un civil, c'est le chef de l'état-major général, Начальник Генерального штабу, qui prend cette fonction). Depuis 2020, ce poste est confié au commandant en chef des forces armées ukrainiennes.
Sous leurs ordres se trouvent les cinq commandants (командувач) de l'armée de terre, de la marine, de la force aérienne, des forces d'assaut aérien et des forces d'opérations spéciales. Le commandant de l'armée de l'air fut successivement :
- de 1992 à 1993, le lieutenant-général de l'aviation (генерал-лейтенант авіації) Valery Opanasovitch Vasiliev (Валерій Опанасович Васильєв) ;
- de 1993 à 1999, le colonel-général de l'aviation (генерал-полковник авіації) Volodymyr Mikhailovitch Antonets (Володимир Михайлович Антонець) ;
- de 1999 à 2002, le colonel-général Victor Ivanovitch Strelnikov (Віктор Іванович Стрельников) ;
- de 2002 à 2004, le lieutenant-général Yaroslav Ilitch Skalko (Ярослав Ілліч Скалько) ;
- de 2004 à 2007, le colonel-général Anatoliy Yakovitch Toropchyn (Анатолій Якович Торопчин) ;
- de 2007 à 2010, le colonel-général Ivan Rousnak (Іван Степанович Руснак) ;
- de 2010 à 2012, le colonel-général Serhiy Ivanovitch Onychtchenko (Сергій Іванович Онищенко) ;
- de 2012 à 2015, le colonel-général Youriy Avramovitch Baïdak (Юрій Аврамович Байдак) ;
- de 2015 à 2021, le colonel-général Serhiy Drozdov (Сергій Семенович Дроздов) ;
- de 2021 à 2024, le lieutenant-général Mikola Mikolayovitch Olechtchouk (Микола Миколайович Олещук).
- Depuis 2024 : Anatoliy Kryvonojko.

## Structure des grades
- Tableau des grades des militaires du rang et des sous-officiers.

| Code OTAN  | OR-1            | OR-2                   | OR-4             | OR-6    | OR-7              | OR-8         | OR-9      | OR-9              |
| ---------- | --------------- | ---------------------- | ---------------- | ------- | ----------------- | ------------ | --------- | ----------------- |
|            |                 |                        |                  |         |                   |              |           |                   |
| Grade      | Солдат          | Старший солдат         | Молодший сержант | Сержант | Старший сержант   | Старшина     | Прапорщик | Старший прапорщик |
| Equivalent | Soldat Aviateur | Aviateur de 1re classe | Sergent junior   | Sergent | Sergent principal | Sergent-chef | Adjudant  | Adjudant-chef     |

- Tableau des grades des officiers.

| Code OTAN  | Élève-officier | OF-1               | OF-1       | OF-1                 | OF-2      | OF-3  | OF-4               | OF-5      | OF-6              | OF-7              | OF-8               | OF-9                  |
| ---------- | -------------- | ------------------ | ---------- | -------------------- | --------- | ----- | ------------------ | --------- | ----------------- | ----------------- | ------------------ | --------------------- |
|            |                |                    |            |                      |           |       |                    |           |                   |                   |                    |                       |
| Grade      | Курсант        | Молодший лейтенант | Лейтенант  | Старший лейтенант    | Капітан   | Майор | Підполковник       | Полковник | Генерал-майор     | Генерал-гейтенант | Генерал-полковник  | Генерал армії України |
| Équivalent | Élève-officier | Sous-Lieutenant    | Lieutenant | Lieutenant principal | Capitaine | Major | Lieutenant-colonel | Colonel   | Brigadier Général | Major Général     | Lieutenant Général | Colonel Général       |
|            |                |                    |            |                      |           |       |                    |           |                   |                   |                    |                       |

## Voir aussi

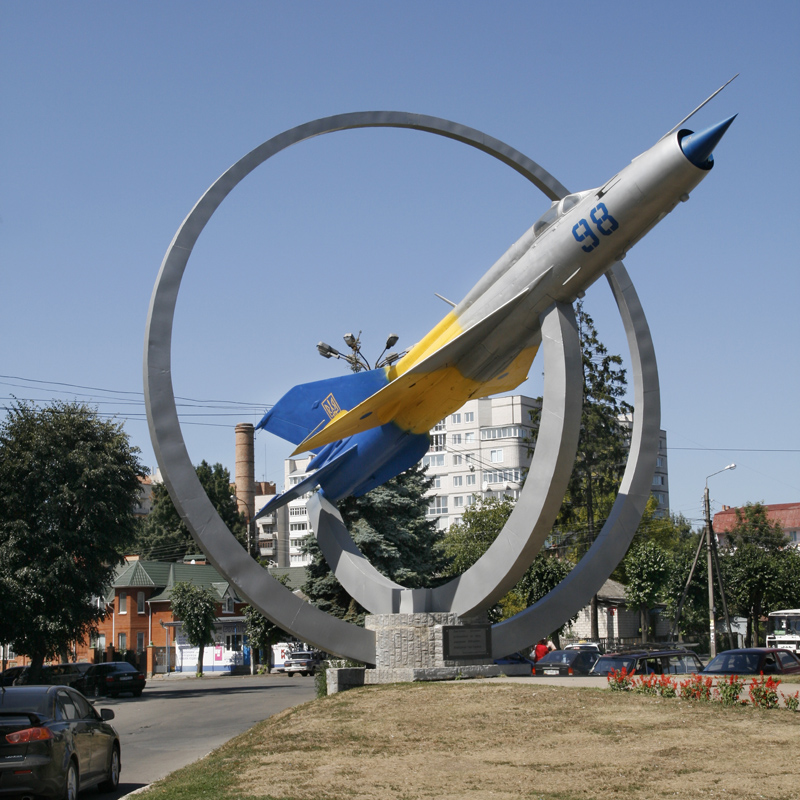
Mig-21 du monument à la Force aérienne.